# 성복 전투
성복 전투(城濮戰鬪)는 중국 춘추 시대 기원전 632년에 진나라를 중심으로 한 제후연합군과 초나라를 중심으로 한 제후연합군이 성복에서 싸운 사건이다. 이 전투에서 진나라가 초나라를 이김으로써 진 문공은 패자가 되었고 중원에 대한 초나라의 압박을 꺾어내었다.
홍수 전투로 초나라는 송 양공의 패업을 좌절시키고 중원에 적극적으로 영향력을 행사해, 기존에 자기 산하로 끌어들인 정나라·진나라·채나라 외에 조나라·위나라와도 인척 관계를 맺고 제나라에는 제 환공 사후 군위 다툼에서 밀려난 공자 옹을 지원해 곡 땅을 공략했으며 노나라도 초나라를 두려워해 그 요구를 따르고 있었다. 그러나 송나라는 예전에 진 문공이 망명객 시절에 자국을 찾아왔을 때 환대했었고 진 문공이 당시 주나라 왕실의 내분을 안정시켜 실력을 보여주자 진나라에 의지해 초나라의 영향력을 벗어나고자 초나라를 배신하고 진나라에 붙었다. 이에 기원전 633년, 초나라는 진나라·채나라·정나라·허나라와 연합하여 송나라를 공격했다. 이때 영윤 투누오도가 자옥(子玉)을 영윤으로 천거하고 스스로 출전하기를 고사해, 초 성왕은 자옥을 영윤으로 삼고 출전했다.
진나라는 송나라를 구원하기 위해 삼군을 창설했다. 극곡(郤縠)이 중군 대장이 되고 극진(郤溱)이 보좌했으며, 호언(狐偃)이 상군 대장이 되고 호모(狐毛)가 보좌했으며, 난지(欒枝)가 하군 대장이 되고 선진(先軫)이 보좌했다. 기원전 632년, 먼저 초나라의 우방인 조나라와 위나라를 공격하기로 하고 조나라를 치기 위해 위나라에 길을 빌려달라 했다. 위 성공이 이를 거부했으므로 위나라를 공격해 오록을 점령했다. 위 성공은 뒤늦게 진나라와 맹약하려 했으나 진나라에서 허락하지 않았고, 초나라 편에 서려고 했으나 위나라 국인들이 반대했다. 결국 위나라 대부 원훤(元咺)이 위 성공을 축출했고, 위 성공은 양우에 거주했다. 초나라가 위나라를 구원했으나 이기지 못했고, 노나라는 초나라를 위해 위나라를 구원하러 파견한 공자 매(買)를 죽여 진나라의 환심을 사고자 했다. 진 문공은 위나라를 떠나 조나라를 포위했는데, 병사가 많이 죽었고 조나라에서 그 시체를 성문에 내걸었다. 진나라는 이에 대한 대처로 조나라 무덤으로 군을 옮기니, 조나라는 두려워했고 진나라가 그 틈을 타 조나라를 공격해 함몰했다.
송나라가 위급함을 호소했으나 제나라와 진나라가 아직 송나라 구원을 반대하고 있어 진 문공은 감히 초나라와 싸우려 하지 않았다. 선진은 송나라가 준 뇌물을 거절하는 대신 제나라와 진나라에 바치게 하는 한편 위나라와 조나라를 송나라에 주어 제나라·진나라는 송나라를 위해 화평을 청하게 하고 초나라는 이를 거절하게 해 결국 서로 싸우도록 부추기게 했다. 진 문공은 이를 따랐다. 초 성왕은 초나라의 신 땅으로 돌아가 진나라와 맞서 싸우기를 꺼렸으나 영윤 자옥이 싸우기를 주장해, 자옥이 초나라 군대 일부를 맡아 송나라를 계속 포위했다. 자옥이 완춘을 보내 조나라와 위나라를 회복시키면 송나라의 포위를 풀어주겠다고 제안했다. 진 문공은 선진의 책략을 받아들여 먼저 조나라와 위나라에 초나라와의 우호를 끊으면 복국을 시켜주겠다고 하고 완춘은 위나라에 억류했다. 조나라와 위나라는 이에 따랐다. 자옥은 분노해 진나라를 공격했고, 진 문공은 망명객 시절 초나라와 약속한 대로 삼사(90리)를 물러섰다. 초나라 군중에서도 이쯤이면 충분하니 퇴각하자는 의견이 있었으나 자옥은 기어이 진나라와 싸워 물리치고자 해 성복까지 추격했다.
진나라에서 소자 은(憖)을 제나라에서 국귀보(國歸父)를 보내, 진 문공과 송 성공과 함께 성복에 주둔했다. 이즈음 극곡이 죽어 선진이 상군 대장이 되고 서신(胥臣)이 하군을 보좌했다. 초나라는 자옥이 중군을 맡고 자서(子西)가 좌군을, 자상(子上)이 우군을 맡았다. 서신은 말에 범 가죽을 씌우고 초나라의 우군에 속한 진나라와 채나라 군대를 공격했다. 진나라와 채나라 군대는 달아났고 초나라 우군도 붕괴했다. 한편 호모는 군용 깃발의 일종인 패(斾)로 퇴각 신호를 보냈고, 난지가 수레에 섶을 실어 거짓으로 달아나는 체 했다. 초나라가 이를 보고 뒤쫓자 진나라 중군인 선진과 극진이 초나라 군대의 측면을 습격했고 호모와 호언도 함께 자서를 공격했다. 이렇게 초나라 좌군도 패퇴했다. 초나라의 양 날개가 모두 패배하자 자옥은 남은 군사들을 모아 진나라의 진격을 저지하고 물러났다.
이 전투의 승리로 정나라는 즉시 진나라에 귀순했고, 채나라와 진나라와 허나라도 진나라에 복종했다. 진 문공은 자신을 따르는 제후들을 모으고 주나라 왕을 모셔 천토에서 회맹을 주최해 패업을 이룰 수 있었다.